# Harold Bloomfield
Harold H. Bloomfield (New York, 1944) è uno psichiatra, psicoterapeuta e saggista statunitense.
Si è laureato in medicina nel 1969 alla State University of New York; nel 1970 si è specializzato in psichiatria all'Università di Yale. Ha lavorato all'Institute of Psycophysiological Medicine  di San Diego. Nel corso della sua carriera, Bloomfield si è occupato di psicologia educativa e problemi psicologici della famiglia. Durante un viaggio effettuato in India ha conosciuto Maharishi Mahesh Yogi e si è avviato alla pratica e allo studio della meditazione trascendentale. Bloomfield si è interessato anche di medicina alternativa ed è stato uno dei fondatori dell'American Holistic Medical Association (AHMA). Nel 1998 si è presentato alle elezioni per la carica di governatore della California nella lista del Partito della Legge Naturale.
Bloomfield è autore o coautore di 17 libri che sono stati tradotti in varie lingue e hanno venduto milioni di copie. Attualmente vive a Del Mar, un sobborgo di San Diego.

## Volumi tradotti in italiano
- Come trovare l'amore ed essere felici (1981)
- Far pace con i genitori (1985)
- I talloni di Achille (1986)
- L'iperico e la depressione (1999)
- Come sopravvivere alla perdita di un amore (2000)